# ديانا لويس بورغين
ديانا لويس بورغين (بالإنجليزية: Diana Lewis Burgin)‏ (3 أغسطس 1943، بوسطن في الولايات المتحدة)؛ كاتِبة وشاعرة أمريكية. درست في جامعة هارفارد.